# الحافة (مدينة حجة)

تعديل مصدري - تعديل

الحافة هي إحدى قرى عزلة قدم بمديرية مدينة حجة التابعة لمحافظة حجة، بلغ تعداد سكانها 338 نسمة حسب تعداد اليمن لعام 2004.